# Puliyūr
Puliyūr är en ort i Indien.   Den ligger i distriktet Pudukkottai och delstaten Tamil Nadu, i den södra delen av landet, 2 000 km söder om huvudstaden New Delhi. Puliyūr ligger 111 meter över havet och antalet invånare är 11 174.
Terrängen runt Puliyūr är platt, och sluttar norrut. Runt Puliyūr är det ganska tätbefolkat, med 230 invånare per kvadratkilometer. Puliyūr är det största samhället i trakten. Omgivningarna runt Puliyūr är en mosaik av jordbruksmark och naturlig växtlighet.